# Ibrahim Alhassan
Abdullahi Ibrahim Alhassan (Kano, 3 november 1996) is een Nigeriaans voetballer die sinds 2022 uitkomt voor Beerschot VA.

## Clubcarrière
Alhassan maakte in 2017 de overstap naar Europa: na een seizoen bij de Oostenrijkse eersteklasser Austria Wien speelde hij vier seizoenen voor CD Nacional, waarmee hij tussen de Primeira Liga en de Liga Portugal 2 schipperde.
In juni 2022 maakte Alhassan op transfervrije basis de overstap naar de Belgische tweedeklasser Beerschot VA. De Nigeriaan kwam er als verdedigende middenvelder, maar depanneerde er ook geregeld als centrale verdediger. In zijn tweede seizoen werd Alhassan kampioen in de Challenger Pro League met Beerschot.

## Statistieken
| Seizoen         | Club              | Land                | Competitie            | Competitie | Competitie | Beker | Beker | Europees | Europees | Totaal | Totaal |
| Seizoen         | Club              | Land                | Competitie            | Wed.       | Dlp.       | Wed.  | Dlp.  | Wed.     | Dlp.     | Wed.   | Dlp.   |
| --------------- | ----------------- | ------------------- | --------------------- | ---------- | ---------- | ----- | ----- | -------- | -------- | ------ | ------ |
| 2015/16         | Wikki Tourists FC | Vlag van Nigeria    | Premier League        | 13         | 4          | 0     | 0     | —        | —        | 13     | 4      |
| 2016/17         | Akwa United FC    | Vlag van Nigeria    | Premier League        | 27         | 12         | 0     | 0     | —        | —        | 27     | 12     |
| 2017/18         | → FK Austria Wien | Vlag van Oostenrijk | Bundesliga            | 20         | 1          | 2     | 1     | 4        | 0        | 26     | 2      |
| 2018/19         | CD Nacional       | Vlag van Portugal   | Primeira Liga         | 12         | 1          | 4     | 0     | —        | —        | 16     | 1      |
| 2019/20         | CD Nacional       | Vlag van Portugal   | Liga Portugal 2       | 16         | 0          | 1     | 0     | —        | —        | 17     | 0      |
| 2020/21         | CD Nacional       | Vlag van Portugal   | Primeira Liga         | 21         | 0          | 2     | 1     | —        | —        | 23     | 1      |
| 2021/22         | CD Nacional       | Vlag van Portugal   | Liga Portugal 2       | 22         | 1          | 2     | 0     | —        | —        | 24     | 1      |
| 2022/23         | Beerschot VA      | Vlag van België     | Challenger Pro League | 16         | 1          | 2     | 0     | —        | —        | 18     | 1      |
| 2023/24         | Beerschot VA      | Vlag van België     | Challenger Pro League | 25         | 0          | 2     | 0     | —        | —        | 27     | 0      |
| Carrière totaal | Carrière totaal   | Carrière totaal     | Carrière totaal       | 172        | 20         | 15    | 2     | 4        | 0        | 191    | 22     |

Bijgewerkt op 14 mei 2024.

## Interlandcarrière
Alhassan nam in 2015 met Nigeria –20 deel aan de Afrika Cup –20 in Senegal. Alhassan kwam in actie tijdens de groepswedstrijden tegen Senegal (1-3-winst) en Ivoorkust (2-2), en later ook tijdens de halve finale tegen Ghana (2-0-winst) en Senegal (1-0-winst). Alhassan was in al deze wedstrijd invaller.
Op 13 augustus 2017 maakte Alhassan zijn interlanddebuut voor Nigeria in een African Championship of Nations-kwalificatiewedstrijd tegen Benin (1-0-verlies).

## Erelijst
| Competitie                               |              |              |              |              |
| Competitie                               | Aantal       | Jaren        |              |              |
| Beerschot VA                             | Beerschot VA | Beerschot VA | Beerschot VA | Beerschot VA |
| ---------------------------------------- | ------------ | ------------ | ------------ | ------------ |
| Eerste Klasse B                          | 1x           | 2023/24      |              |              |
| Nigeria –20                              |              |              |              |              |
| Afrikaans kampioenschap voetbal onder 20 | 1x           | 2015         |              |              |